# Пылающее море
«Пылающее море» (норв. Nordsjøen, англ. North Sea) — норвежский фильм-катастрофа от режиссёра Йона Андреаса Андерсена.
Мировая премьера фильма состоялась 18 октября 2021 года. В России фильм вышел в онлайн-кинотеатрах 31 января 2022 года.

## Сюжет
На норвежском шельфе разрушена нефтяная платформа и исследователи пытаются выяснить, что произошло, когда понимают, что это только начало чего-то более серьёзного. Главная героиня фильма Софи в романтических отношениях с нефтяником Стианом, у которого есть сын Один. Она работает над проектом морского подводного беспилотника для поисковых подводных работ.
Их привозят на специальное судно возле затонувшей нефтедобывающей платформы, где они обнаруживают несколько трупов и одного выжившего под водой в воздушном кармане затонувшей нефтедобывающей платформы.
Однако спасти выжившего нефтяника они не могут, так как происходит выброс газа из разлома в морском дне. Выброс газа сопровождается сильным взрывом, в результате которого платформа разрушается, а судно, на котором находится главная героиня, получает повреждения, да и саму её посекли осколками стекла разбитого в ходовой рубке. Стиан приезжает за ней в больницу и они уезжают жить к нему в дом.
На следующее утро Стиана вызвали на нефтедобывающую платформу на работу. Софи и Один остаются дома. Помощник Софи Артур, просматривая видеозаписи сделанные их подводным беспилотником, обнаружил, что причиной катастрофы является не просадка грунта, как было заявлено в официальной версии, а гигантский разлом морского дна Северного моря. Артур сообщает об этом Софи. Софи связывается с руководителем департамента ЧС компании «Сага» и показывает ему видеозапись и причину катастрофы. Компания «Сага» начинает спешную эвакуацию персонала всех нефтяных платформ в море и закрывает все скважины чтобы избежать разлива нефти.
На той самой платформе, где находится Стиан, также эвакуирован почти весь персонал, кроме последней партии. И тут они получают сообщение о том, что одна из скважин их платформы не закрывается автоматически и ее надо закрыть вручную. Стиан вызвался сделать это. Он спустился на уровень скважины и когда уже собирался закрывать её произошёл прорыв воды и тоннель был залит водой. В это же время последняя партия, находящихся наверху, спешно садится в вертолёт и они еле успевают взлететь, когда одна из четырёх опор платформы разрушается.
В центре управления ЧС «Сага» получают сообщение, что Стиан скорее всего погиб.
Софи не может дозвониться до Стиана едет в центр управления ЧС компании «Сага»  вместе с Одином. Там ей сообщают, что Стиан погиб. Но она не верит и просит показать ей видеозаписи с камер наблюдения. Там они вместе с техником приходят к выводу, что Стиан мог спастись, спрятавшись в один из технологических отсеков.
Софи оставляет Одина в центре управления ЧС, а сама с Артуром и сестрой Стиана летит на вертолёте на ту самую платформу, где работал Стиан. Они летят неофициально, на свой страх и риск. Артур и Софи высаживаются на платформе и запускают подводный беспилотник для поиска Стиана. Им повезло, они его находят в одном из технологических отсеков. Стиан ранен, но может ходить. Они выбираются наверх и видят, что море затянуло нефтяной плёнкой.
Тем временем в центре управления ЧС при участии министра решено поджечь разлившуюся нефть с помощью бомбардировщиков. Стевену удаётся дозвониться с повреждённой платформы до центра управления ЧС и попросить помощи, но им сказали, что бомбардировщики уже подожгли нефть в море и спасения нет.
Софи приходит в голову идея как спастись. Они наполняют спасательную шлюпку водой, чтобы поднырнуть под пылающее море. При отцеплении шлюпки от платформы Артур допустил ошибку и не расцепил один стопор. Когда Софи, Стиан и Артур сели в шлюпку, то она не срывается со стапелей, так как её держит стопор. Артур жертвует собой — выходит из шлюпки и отцепляет её. Шлюпка срывается в воду со Стианом и Софи. Артур погибает в пламени.
Лодка, упав в воду и частично наполнившись водой, начинает тонуть и погружается под воду. Стиан в момент погружения ударяется головой и теряет сознание. Софи сажает его в кресло, но Стиан не приходит в себя. Софи безуспешно пытается запустить помпу, чтобы освободить шлюпку от лишней воды. В последний момент Стиан приходит в себя и говорит Софи, как запустить помпу. Софи запускает помпу, вода откачивается и шлюпка всплывает рядом с поверженной платформой. Стиан звонит Одину по телефону и говорит, что у него все в порядке. Софи и Стиан спасены, их привозят вертолётом и они встречают Одина и других людей из компании «Сага».
Дым от горящей нефти не рассеивался целый год.

## В ролях
- Кристин Торп[норв.] — София
- Хенрик Бьелланд — Стиан
- Рольф Кристиан Ларсен — Артур
- Андерс Баасмо Кристиансен — Ронни
- Бьёрн Флоберг — Уильям Ли

## Маркетинг
Оригинальный трейлер фильма был впервые опубликован в интернете компанией Nordisk Film Norge, его локализованная версия — компанией «Вольга».

## Критика
Фильм получил удовлетворительные отзывы кинокритиков. На сайте Rotten Tomatoes рейтинг составляет 74 %, основываясь на 34 рецензиях со средним баллом 6,4 из 10. Константин Мышкин (Film.ru) оценил его на 7 баллов. Как считает критик, «сама интонация, давящее чувство, которое Андерсен обращает к зрителю, не покидает и с финальными титрами: частную историю и людей в ней спасти можно, но наши отношения с природой, кажется, нет».